# Te Umanibong

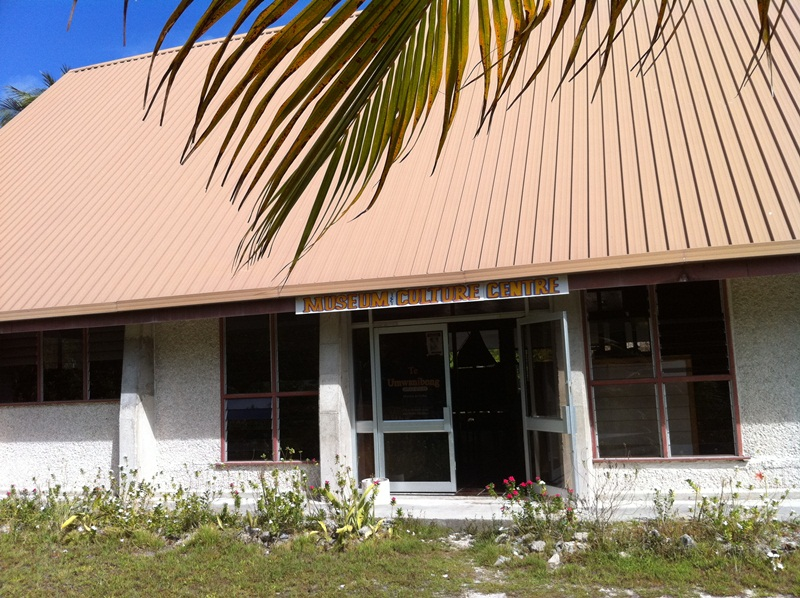
Muzeum Kultury Kiribati, Tarawa

Te Umanibong, Muzeum Kultury Kiribati – muzeum w Bikenibeu, na wyspie Tarawa w Kiribati. Prezentuje historię i dziedzictwo kulturowe Kiribati.